# دود
دود (بالبرتغالية: Marcos Pereira da Silva‏) هو لاعب كرة قدم برازيلي في مركز الوسط، ولد في 4 أغسطس 1975 في Jaguaruana ‏ في البرازيل. لعب مع نادي فورتاليزا.